# Таніеляна тема
Те́ма Таніеля́на — тема в шаховій композиції в задачах у три і більше ходів. Суть теми — на першому і другому ході білі створюють близькі за характером подвоєні загрози, в кінці гри мат оголошується лише одним шляхом.

## Історія
Ідею запропонував шаховий композитор з Болгарії Аргавіо Таніелян (09.10.1910 — 1978).
Після вступного ходу виникає дві загрози, які мають бути подібні в тактичному плані, скажімо обидві загрози батарейних матів або матів на зв'язку чи прямий напад однакових фігур або однієї фігури двома матами. Чорні захищаються від подвоєної загрози і білі наступним ходом знову створюють подвоєну загрозу близьких між собою матів, на новий захист чорних від іншої подвоєної загрози проходить лише один мат, який не був складовою множинних загроз.
Ідея дістала назву від її відкривача — тема Таніеляна.
|   | a | b | c | d | e | f | g | h |   |
| 8 | e8 біла тура · h8 білий слон · c7 чорний пішак · h7 білий король · d6 чорний слон · g6 біла тура · a5 чорний ферзь · b5 чорний слон · f5 білий кінь · a4 чорна тура · c4 чорна тура · f4 чорний король · g4 білий пішак · f3 білий кінь · f2 білий пішак · h1 білий слон | e8 біла тура · h8 білий слон · c7 чорний пішак · h7 білий король · d6 чорний слон · g6 біла тура · a5 чорний ферзь · b5 чорний слон · f5 білий кінь · a4 чорна тура · c4 чорна тура · f4 чорний король · g4 білий пішак · f3 білий кінь · f2 білий пішак · h1 білий слон | e8 біла тура · h8 білий слон · c7 чорний пішак · h7 білий король · d6 чорний слон · g6 біла тура · a5 чорний ферзь · b5 чорний слон · f5 білий кінь · a4 чорна тура · c4 чорна тура · f4 чорний король · g4 білий пішак · f3 білий кінь · f2 білий пішак · h1 білий слон | e8 біла тура · h8 білий слон · c7 чорний пішак · h7 білий король · d6 чорний слон · g6 біла тура · a5 чорний ферзь · b5 чорний слон · f5 білий кінь · a4 чорна тура · c4 чорна тура · f4 чорний король · g4 білий пішак · f3 білий кінь · f2 білий пішак · h1 білий слон | e8 біла тура · h8 білий слон · c7 чорний пішак · h7 білий король · d6 чорний слон · g6 біла тура · a5 чорний ферзь · b5 чорний слон · f5 білий кінь · a4 чорна тура · c4 чорна тура · f4 чорний король · g4 білий пішак · f3 білий кінь · f2 білий пішак · h1 білий слон | e8 біла тура · h8 білий слон · c7 чорний пішак · h7 білий король · d6 чорний слон · g6 біла тура · a5 чорний ферзь · b5 чорний слон · f5 білий кінь · a4 чорна тура · c4 чорна тура · f4 чорний король · g4 білий пішак · f3 білий кінь · f2 білий пішак · h1 білий слон | e8 біла тура · h8 білий слон · c7 чорний пішак · h7 білий король · d6 чорний слон · g6 біла тура · a5 чорний ферзь · b5 чорний слон · f5 білий кінь · a4 чорна тура · c4 чорна тура · f4 чорний король · g4 білий пішак · f3 білий кінь · f2 білий пішак · h1 білий слон | e8 біла тура · h8 білий слон · c7 чорний пішак · h7 білий король · d6 чорний слон · g6 біла тура · a5 чорний ферзь · b5 чорний слон · f5 білий кінь · a4 чорна тура · c4 чорна тура · f4 чорний король · g4 білий пішак · f3 білий кінь · f2 білий пішак · h1 білий слон | 8 |
| 7 | e8 біла тура · h8 білий слон · c7 чорний пішак · h7 білий король · d6 чорний слон · g6 біла тура · a5 чорний ферзь · b5 чорний слон · f5 білий кінь · a4 чорна тура · c4 чорна тура · f4 чорний король · g4 білий пішак · f3 білий кінь · f2 білий пішак · h1 білий слон | e8 біла тура · h8 білий слон · c7 чорний пішак · h7 білий король · d6 чорний слон · g6 біла тура · a5 чорний ферзь · b5 чорний слон · f5 білий кінь · a4 чорна тура · c4 чорна тура · f4 чорний король · g4 білий пішак · f3 білий кінь · f2 білий пішак · h1 білий слон | e8 біла тура · h8 білий слон · c7 чорний пішак · h7 білий король · d6 чорний слон · g6 біла тура · a5 чорний ферзь · b5 чорний слон · f5 білий кінь · a4 чорна тура · c4 чорна тура · f4 чорний король · g4 білий пішак · f3 білий кінь · f2 білий пішак · h1 білий слон | e8 біла тура · h8 білий слон · c7 чорний пішак · h7 білий король · d6 чорний слон · g6 біла тура · a5 чорний ферзь · b5 чорний слон · f5 білий кінь · a4 чорна тура · c4 чорна тура · f4 чорний король · g4 білий пішак · f3 білий кінь · f2 білий пішак · h1 білий слон | e8 біла тура · h8 білий слон · c7 чорний пішак · h7 білий король · d6 чорний слон · g6 біла тура · a5 чорний ферзь · b5 чорний слон · f5 білий кінь · a4 чорна тура · c4 чорна тура · f4 чорний король · g4 білий пішак · f3 білий кінь · f2 білий пішак · h1 білий слон | e8 біла тура · h8 білий слон · c7 чорний пішак · h7 білий король · d6 чорний слон · g6 біла тура · a5 чорний ферзь · b5 чорний слон · f5 білий кінь · a4 чорна тура · c4 чорна тура · f4 чорний король · g4 білий пішак · f3 білий кінь · f2 білий пішак · h1 білий слон | e8 біла тура · h8 білий слон · c7 чорний пішак · h7 білий король · d6 чорний слон · g6 біла тура · a5 чорний ферзь · b5 чорний слон · f5 білий кінь · a4 чорна тура · c4 чорна тура · f4 чорний король · g4 білий пішак · f3 білий кінь · f2 білий пішак · h1 білий слон | e8 біла тура · h8 білий слон · c7 чорний пішак · h7 білий король · d6 чорний слон · g6 біла тура · a5 чорний ферзь · b5 чорний слон · f5 білий кінь · a4 чорна тура · c4 чорна тура · f4 чорний король · g4 білий пішак · f3 білий кінь · f2 білий пішак · h1 білий слон | 7 |
| 6 | e8 біла тура · h8 білий слон · c7 чорний пішак · h7 білий король · d6 чорний слон · g6 біла тура · a5 чорний ферзь · b5 чорний слон · f5 білий кінь · a4 чорна тура · c4 чорна тура · f4 чорний король · g4 білий пішак · f3 білий кінь · f2 білий пішак · h1 білий слон | e8 біла тура · h8 білий слон · c7 чорний пішак · h7 білий король · d6 чорний слон · g6 біла тура · a5 чорний ферзь · b5 чорний слон · f5 білий кінь · a4 чорна тура · c4 чорна тура · f4 чорний король · g4 білий пішак · f3 білий кінь · f2 білий пішак · h1 білий слон | e8 біла тура · h8 білий слон · c7 чорний пішак · h7 білий король · d6 чорний слон · g6 біла тура · a5 чорний ферзь · b5 чорний слон · f5 білий кінь · a4 чорна тура · c4 чорна тура · f4 чорний король · g4 білий пішак · f3 білий кінь · f2 білий пішак · h1 білий слон | e8 біла тура · h8 білий слон · c7 чорний пішак · h7 білий король · d6 чорний слон · g6 біла тура · a5 чорний ферзь · b5 чорний слон · f5 білий кінь · a4 чорна тура · c4 чорна тура · f4 чорний король · g4 білий пішак · f3 білий кінь · f2 білий пішак · h1 білий слон | e8 біла тура · h8 білий слон · c7 чорний пішак · h7 білий король · d6 чорний слон · g6 біла тура · a5 чорний ферзь · b5 чорний слон · f5 білий кінь · a4 чорна тура · c4 чорна тура · f4 чорний король · g4 білий пішак · f3 білий кінь · f2 білий пішак · h1 білий слон | e8 біла тура · h8 білий слон · c7 чорний пішак · h7 білий король · d6 чорний слон · g6 біла тура · a5 чорний ферзь · b5 чорний слон · f5 білий кінь · a4 чорна тура · c4 чорна тура · f4 чорний король · g4 білий пішак · f3 білий кінь · f2 білий пішак · h1 білий слон | e8 біла тура · h8 білий слон · c7 чорний пішак · h7 білий король · d6 чорний слон · g6 біла тура · a5 чорний ферзь · b5 чорний слон · f5 білий кінь · a4 чорна тура · c4 чорна тура · f4 чорний король · g4 білий пішак · f3 білий кінь · f2 білий пішак · h1 білий слон | e8 біла тура · h8 білий слон · c7 чорний пішак · h7 білий король · d6 чорний слон · g6 біла тура · a5 чорний ферзь · b5 чорний слон · f5 білий кінь · a4 чорна тура · c4 чорна тура · f4 чорний король · g4 білий пішак · f3 білий кінь · f2 білий пішак · h1 білий слон | 6 |
| 5 | e8 біла тура · h8 білий слон · c7 чорний пішак · h7 білий король · d6 чорний слон · g6 біла тура · a5 чорний ферзь · b5 чорний слон · f5 білий кінь · a4 чорна тура · c4 чорна тура · f4 чорний король · g4 білий пішак · f3 білий кінь · f2 білий пішак · h1 білий слон | e8 біла тура · h8 білий слон · c7 чорний пішак · h7 білий король · d6 чорний слон · g6 біла тура · a5 чорний ферзь · b5 чорний слон · f5 білий кінь · a4 чорна тура · c4 чорна тура · f4 чорний король · g4 білий пішак · f3 білий кінь · f2 білий пішак · h1 білий слон | e8 біла тура · h8 білий слон · c7 чорний пішак · h7 білий король · d6 чорний слон · g6 біла тура · a5 чорний ферзь · b5 чорний слон · f5 білий кінь · a4 чорна тура · c4 чорна тура · f4 чорний король · g4 білий пішак · f3 білий кінь · f2 білий пішак · h1 білий слон | e8 біла тура · h8 білий слон · c7 чорний пішак · h7 білий король · d6 чорний слон · g6 біла тура · a5 чорний ферзь · b5 чорний слон · f5 білий кінь · a4 чорна тура · c4 чорна тура · f4 чорний король · g4 білий пішак · f3 білий кінь · f2 білий пішак · h1 білий слон | e8 біла тура · h8 білий слон · c7 чорний пішак · h7 білий король · d6 чорний слон · g6 біла тура · a5 чорний ферзь · b5 чорний слон · f5 білий кінь · a4 чорна тура · c4 чорна тура · f4 чорний король · g4 білий пішак · f3 білий кінь · f2 білий пішак · h1 білий слон | e8 біла тура · h8 білий слон · c7 чорний пішак · h7 білий король · d6 чорний слон · g6 біла тура · a5 чорний ферзь · b5 чорний слон · f5 білий кінь · a4 чорна тура · c4 чорна тура · f4 чорний король · g4 білий пішак · f3 білий кінь · f2 білий пішак · h1 білий слон | e8 біла тура · h8 білий слон · c7 чорний пішак · h7 білий король · d6 чорний слон · g6 біла тура · a5 чорний ферзь · b5 чорний слон · f5 білий кінь · a4 чорна тура · c4 чорна тура · f4 чорний король · g4 білий пішак · f3 білий кінь · f2 білий пішак · h1 білий слон | e8 біла тура · h8 білий слон · c7 чорний пішак · h7 білий король · d6 чорний слон · g6 біла тура · a5 чорний ферзь · b5 чорний слон · f5 білий кінь · a4 чорна тура · c4 чорна тура · f4 чорний король · g4 білий пішак · f3 білий кінь · f2 білий пішак · h1 білий слон | 5 |
| 4 | e8 біла тура · h8 білий слон · c7 чорний пішак · h7 білий король · d6 чорний слон · g6 біла тура · a5 чорний ферзь · b5 чорний слон · f5 білий кінь · a4 чорна тура · c4 чорна тура · f4 чорний король · g4 білий пішак · f3 білий кінь · f2 білий пішак · h1 білий слон | e8 біла тура · h8 білий слон · c7 чорний пішак · h7 білий король · d6 чорний слон · g6 біла тура · a5 чорний ферзь · b5 чорний слон · f5 білий кінь · a4 чорна тура · c4 чорна тура · f4 чорний король · g4 білий пішак · f3 білий кінь · f2 білий пішак · h1 білий слон | e8 біла тура · h8 білий слон · c7 чорний пішак · h7 білий король · d6 чорний слон · g6 біла тура · a5 чорний ферзь · b5 чорний слон · f5 білий кінь · a4 чорна тура · c4 чорна тура · f4 чорний король · g4 білий пішак · f3 білий кінь · f2 білий пішак · h1 білий слон | e8 біла тура · h8 білий слон · c7 чорний пішак · h7 білий король · d6 чорний слон · g6 біла тура · a5 чорний ферзь · b5 чорний слон · f5 білий кінь · a4 чорна тура · c4 чорна тура · f4 чорний король · g4 білий пішак · f3 білий кінь · f2 білий пішак · h1 білий слон | e8 біла тура · h8 білий слон · c7 чорний пішак · h7 білий король · d6 чорний слон · g6 біла тура · a5 чорний ферзь · b5 чорний слон · f5 білий кінь · a4 чорна тура · c4 чорна тура · f4 чорний король · g4 білий пішак · f3 білий кінь · f2 білий пішак · h1 білий слон | e8 біла тура · h8 білий слон · c7 чорний пішак · h7 білий король · d6 чорний слон · g6 біла тура · a5 чорний ферзь · b5 чорний слон · f5 білий кінь · a4 чорна тура · c4 чорна тура · f4 чорний король · g4 білий пішак · f3 білий кінь · f2 білий пішак · h1 білий слон | e8 біла тура · h8 білий слон · c7 чорний пішак · h7 білий король · d6 чорний слон · g6 біла тура · a5 чорний ферзь · b5 чорний слон · f5 білий кінь · a4 чорна тура · c4 чорна тура · f4 чорний король · g4 білий пішак · f3 білий кінь · f2 білий пішак · h1 білий слон | e8 біла тура · h8 білий слон · c7 чорний пішак · h7 білий король · d6 чорний слон · g6 біла тура · a5 чорний ферзь · b5 чорний слон · f5 білий кінь · a4 чорна тура · c4 чорна тура · f4 чорний король · g4 білий пішак · f3 білий кінь · f2 білий пішак · h1 білий слон | 4 |
| 3 | e8 біла тура · h8 білий слон · c7 чорний пішак · h7 білий король · d6 чорний слон · g6 біла тура · a5 чорний ферзь · b5 чорний слон · f5 білий кінь · a4 чорна тура · c4 чорна тура · f4 чорний король · g4 білий пішак · f3 білий кінь · f2 білий пішак · h1 білий слон | e8 біла тура · h8 білий слон · c7 чорний пішак · h7 білий король · d6 чорний слон · g6 біла тура · a5 чорний ферзь · b5 чорний слон · f5 білий кінь · a4 чорна тура · c4 чорна тура · f4 чорний король · g4 білий пішак · f3 білий кінь · f2 білий пішак · h1 білий слон | e8 біла тура · h8 білий слон · c7 чорний пішак · h7 білий король · d6 чорний слон · g6 біла тура · a5 чорний ферзь · b5 чорний слон · f5 білий кінь · a4 чорна тура · c4 чорна тура · f4 чорний король · g4 білий пішак · f3 білий кінь · f2 білий пішак · h1 білий слон | e8 біла тура · h8 білий слон · c7 чорний пішак · h7 білий король · d6 чорний слон · g6 біла тура · a5 чорний ферзь · b5 чорний слон · f5 білий кінь · a4 чорна тура · c4 чорна тура · f4 чорний король · g4 білий пішак · f3 білий кінь · f2 білий пішак · h1 білий слон | e8 біла тура · h8 білий слон · c7 чорний пішак · h7 білий король · d6 чорний слон · g6 біла тура · a5 чорний ферзь · b5 чорний слон · f5 білий кінь · a4 чорна тура · c4 чорна тура · f4 чорний король · g4 білий пішак · f3 білий кінь · f2 білий пішак · h1 білий слон | e8 біла тура · h8 білий слон · c7 чорний пішак · h7 білий король · d6 чорний слон · g6 біла тура · a5 чорний ферзь · b5 чорний слон · f5 білий кінь · a4 чорна тура · c4 чорна тура · f4 чорний король · g4 білий пішак · f3 білий кінь · f2 білий пішак · h1 білий слон | e8 біла тура · h8 білий слон · c7 чорний пішак · h7 білий король · d6 чорний слон · g6 біла тура · a5 чорний ферзь · b5 чорний слон · f5 білий кінь · a4 чорна тура · c4 чорна тура · f4 чорний король · g4 білий пішак · f3 білий кінь · f2 білий пішак · h1 білий слон | e8 біла тура · h8 білий слон · c7 чорний пішак · h7 білий король · d6 чорний слон · g6 біла тура · a5 чорний ферзь · b5 чорний слон · f5 білий кінь · a4 чорна тура · c4 чорна тура · f4 чорний король · g4 білий пішак · f3 білий кінь · f2 білий пішак · h1 білий слон | 3 |
| 2 | e8 біла тура · h8 білий слон · c7 чорний пішак · h7 білий король · d6 чорний слон · g6 біла тура · a5 чорний ферзь · b5 чорний слон · f5 білий кінь · a4 чорна тура · c4 чорна тура · f4 чорний король · g4 білий пішак · f3 білий кінь · f2 білий пішак · h1 білий слон | e8 біла тура · h8 білий слон · c7 чорний пішак · h7 білий король · d6 чорний слон · g6 біла тура · a5 чорний ферзь · b5 чорний слон · f5 білий кінь · a4 чорна тура · c4 чорна тура · f4 чорний король · g4 білий пішак · f3 білий кінь · f2 білий пішак · h1 білий слон | e8 біла тура · h8 білий слон · c7 чорний пішак · h7 білий король · d6 чорний слон · g6 біла тура · a5 чорний ферзь · b5 чорний слон · f5 білий кінь · a4 чорна тура · c4 чорна тура · f4 чорний король · g4 білий пішак · f3 білий кінь · f2 білий пішак · h1 білий слон | e8 біла тура · h8 білий слон · c7 чорний пішак · h7 білий король · d6 чорний слон · g6 біла тура · a5 чорний ферзь · b5 чорний слон · f5 білий кінь · a4 чорна тура · c4 чорна тура · f4 чорний король · g4 білий пішак · f3 білий кінь · f2 білий пішак · h1 білий слон | e8 біла тура · h8 білий слон · c7 чорний пішак · h7 білий король · d6 чорний слон · g6 біла тура · a5 чорний ферзь · b5 чорний слон · f5 білий кінь · a4 чорна тура · c4 чорна тура · f4 чорний король · g4 білий пішак · f3 білий кінь · f2 білий пішак · h1 білий слон | e8 біла тура · h8 білий слон · c7 чорний пішак · h7 білий король · d6 чорний слон · g6 біла тура · a5 чорний ферзь · b5 чорний слон · f5 білий кінь · a4 чорна тура · c4 чорна тура · f4 чорний король · g4 білий пішак · f3 білий кінь · f2 білий пішак · h1 білий слон | e8 біла тура · h8 білий слон · c7 чорний пішак · h7 білий король · d6 чорний слон · g6 біла тура · a5 чорний ферзь · b5 чорний слон · f5 білий кінь · a4 чорна тура · c4 чорна тура · f4 чорний король · g4 білий пішак · f3 білий кінь · f2 білий пішак · h1 білий слон | e8 біла тура · h8 білий слон · c7 чорний пішак · h7 білий король · d6 чорний слон · g6 біла тура · a5 чорний ферзь · b5 чорний слон · f5 білий кінь · a4 чорна тура · c4 чорна тура · f4 чорний король · g4 білий пішак · f3 білий кінь · f2 білий пішак · h1 білий слон | 2 |
| 1 | e8 біла тура · h8 білий слон · c7 чорний пішак · h7 білий король · d6 чорний слон · g6 біла тура · a5 чорний ферзь · b5 чорний слон · f5 білий кінь · a4 чорна тура · c4 чорна тура · f4 чорний король · g4 білий пішак · f3 білий кінь · f2 білий пішак · h1 білий слон | e8 біла тура · h8 білий слон · c7 чорний пішак · h7 білий король · d6 чорний слон · g6 біла тура · a5 чорний ферзь · b5 чорний слон · f5 білий кінь · a4 чорна тура · c4 чорна тура · f4 чорний король · g4 білий пішак · f3 білий кінь · f2 білий пішак · h1 білий слон | e8 біла тура · h8 білий слон · c7 чорний пішак · h7 білий король · d6 чорний слон · g6 біла тура · a5 чорний ферзь · b5 чорний слон · f5 білий кінь · a4 чорна тура · c4 чорна тура · f4 чорний король · g4 білий пішак · f3 білий кінь · f2 білий пішак · h1 білий слон | e8 біла тура · h8 білий слон · c7 чорний пішак · h7 білий король · d6 чорний слон · g6 біла тура · a5 чорний ферзь · b5 чорний слон · f5 білий кінь · a4 чорна тура · c4 чорна тура · f4 чорний король · g4 білий пішак · f3 білий кінь · f2 білий пішак · h1 білий слон | e8 біла тура · h8 білий слон · c7 чорний пішак · h7 білий король · d6 чорний слон · g6 біла тура · a5 чорний ферзь · b5 чорний слон · f5 білий кінь · a4 чорна тура · c4 чорна тура · f4 чорний король · g4 білий пішак · f3 білий кінь · f2 білий пішак · h1 білий слон | e8 біла тура · h8 білий слон · c7 чорний пішак · h7 білий король · d6 чорний слон · g6 біла тура · a5 чорний ферзь · b5 чорний слон · f5 білий кінь · a4 чорна тура · c4 чорна тура · f4 чорний король · g4 білий пішак · f3 білий кінь · f2 білий пішак · h1 білий слон | e8 біла тура · h8 білий слон · c7 чорний пішак · h7 білий король · d6 чорний слон · g6 біла тура · a5 чорний ферзь · b5 чорний слон · f5 білий кінь · a4 чорна тура · c4 чорна тура · f4 чорний король · g4 білий пішак · f3 білий кінь · f2 білий пішак · h1 білий слон | e8 біла тура · h8 білий слон · c7 чорний пішак · h7 білий король · d6 чорний слон · g6 біла тура · a5 чорний ферзь · b5 чорний слон · f5 білий кінь · a4 чорна тура · c4 чорна тура · f4 чорний король · g4 білий пішак · f3 білий кінь · f2 білий пішак · h1 білий слон | 1 |
|   | a | b | c | d | e | f | g | h |   |

1. Sg1! ~ 2. Se2, Sh3#
1. ... Tc3 2. Sg7 ~ 3. Se6, Sh5#
          2. ... Lc4 3. Te4#   